# 20-я парашютная дивизия (вермахт)
20-я парашютная дивизия (нем. 20. Fallschirmjäger-Division) — тактическое соединение вермахта. Создана 5 апреля 1945 года, из учебных и запасных частей.

## Боевой путь дивизии
С апреля 1945 года — бои в Нидерландах. 9 мая 1945 — остатки дивизии сдались в британский плен.

## Состав дивизии
- 58-й парашютный полк
- 59-й парашютный полк
- 60-й парашютный полк
  - артиллерийский батальон
  - противотанковый батальон
  - зенитный батальон
  - миномётный батальон
  - сапёрный батальон
  - мотоциклетный батальон
  - санитарный батальон

## Командир дивизии
- генерал-майор Вальтер Барентин